# ميزان زين العابدين سلطان ترغكانو
السلطان ميزان زين العابدين هو سلطان ماليزيا (يانغ دي-برتوان أغونغ) السابق، وقد تبعه في حكم ماليزيا السلطان عبد الحليم سلطان قدح. ولد في كوالا ترغكانو في ترغكانو دار الإيمان في 22 يناير 1962م. يعد سلطانا لماليزيا وحاكما لولاية ترغكانو دار الإيمان. تولى الحكم في 15 مايو 1998 بعد وفاة أبيه السلطان محمود المكتفي بالله شاه.